# Fonts de Riu de Pendís
Les Fonts de Riu de Cerdanya és una obra de Riu de Cerdanya (Baixa Cerdanya) inclosa a l'Inventari del Patrimoni Arquitectònic de Catalunya.

## Descripció
Font formada per dos cossos: la pica, una peça rectangular i allargada, i cinc brocs de metall decorats amb caps de personatges adossats a la paret d'una casa que dona a la plaça. En la part central, sobre una motllura, s'hi llegeix la data 1860 i la dreta d'un dels sortidors hi ha la xifra.

## Història
Tradicional, davant la font s'hi balla la dansa de les "Rentadores del Riu".